# Niko Suihkonen
Niko Suihkonen (ur. 11 kwietnia 1999 w Oulunsalo) – fiński siatkarz, reprezentant Finlandii, grający na pozycji przyjmującego. 

## Statystyki

### Rozegrane mecze Niko Suihkonena do 14. kolejki we francuskiejMarmara SpikeLigue w sezonie 2024/2025[5]
- statystyki obejmują do 15 grudnia 2024 roku

| Rozegrane mecze | Rozegrane mecze                                    | Rozegrane mecze                                    | Roz. sety                                          | Punkty                                             | Zagrywka                                           | Zagrywka                                           | Zagrywka                                           | Przyjęcie                                          | Przyjęcie                                          | Przyjęcie                                          | Przyjęcie                                          | Atak                                               | Atak                                               | Atak                                               | Atak                                               | Atak                                               | Blok                                               | MVP                                                |          |
| Kolejka         | Wynik                                              | Przeciwnik                                         | Roz. sety                                          | Punkty                                             | Suma                                               | SP                                                 | As                                                 | Suma                                               | SP                                                 | %dokł                                              | %perf                                              | Suma                                               | SP                                                 | AZ                                                 | ZPA                                                | %perf                                              | Blok                                               | MVP                                                |          |
| --------------- | -------------------------------------------------- | -------------------------------------------------- | -------------------------------------------------- | -------------------------------------------------- | -------------------------------------------------- | -------------------------------------------------- | -------------------------------------------------- | -------------------------------------------------- | -------------------------------------------------- | -------------------------------------------------- | -------------------------------------------------- | -------------------------------------------------- | -------------------------------------------------- | -------------------------------------------------- | -------------------------------------------------- | -------------------------------------------------- | -------------------------------------------------- | -------------------------------------------------- | -------- |
| 1.              | 2:3                                                | Tourcoing LM                                       | 5                                                  | 23                                                 | 23                                                 | 3                                                  | 0                                                  | 32                                                 | 5                                                  | 50%                                                | 25%                                                | 31                                                 | 2                                                  | 0                                                  | 23                                                 | 74%                                                | 0                                                  |                                                    |          |
| 2.              | 0:3                                                | Alterna Stade Poitevin                             | 3                                                  | 6                                                  | 8                                                  | 0                                                  | 0                                                  | 18                                                 | 2                                                  | 56%                                                | 17%                                                | 21                                                 | 1                                                  | 4                                                  | 6                                                  | 29%                                                | 0                                                  |                                                    |          |
| 3.              | 3:1                                                | AS Cannes VB                                       | Nie grał                                           | Nie grał                                           | Nie grał                                           | Nie grał                                           | Nie grał                                           | Nie grał                                           | Nie grał                                           | Nie grał                                           | Nie grał                                           | Nie grał                                           | Nie grał                                           | Nie grał                                           | Nie grał                                           | Nie grał                                           | Nie grał                                           | Nie grał                                           | Nie grał |
| 4.              | 3:1                                                | Tours VB                                           | 2                                                  | 4                                                  | 7                                                  | 2                                                  | 1                                                  | 6                                                  | 0                                                  | 50%                                                | 0%                                                 | 14                                                 | 2                                                  | 1                                                  | 3                                                  | 21%                                                | 0                                                  |                                                    |          |
| 5.              | 0:3                                                | Montpellier HSC VB                                 | 2                                                  | 2                                                  | 7                                                  | 2                                                  | 0                                                  | 6                                                  | 0                                                  | 67%                                                | 50%                                                | 6                                                  | 0                                                  | 0                                                  | 2                                                  | 33%                                                | 0                                                  |                                                    |          |
| 6.              | Chaumont VB 52 Haute-Marne pauzowało w tej kolejce | Chaumont VB 52 Haute-Marne pauzowało w tej kolejce | Chaumont VB 52 Haute-Marne pauzowało w tej kolejce | Chaumont VB 52 Haute-Marne pauzowało w tej kolejce | Chaumont VB 52 Haute-Marne pauzowało w tej kolejce | Chaumont VB 52 Haute-Marne pauzowało w tej kolejce | Chaumont VB 52 Haute-Marne pauzowało w tej kolejce | Chaumont VB 52 Haute-Marne pauzowało w tej kolejce | Chaumont VB 52 Haute-Marne pauzowało w tej kolejce | Chaumont VB 52 Haute-Marne pauzowało w tej kolejce | Chaumont VB 52 Haute-Marne pauzowało w tej kolejce | Chaumont VB 52 Haute-Marne pauzowało w tej kolejce | Chaumont VB 52 Haute-Marne pauzowało w tej kolejce | Chaumont VB 52 Haute-Marne pauzowało w tej kolejce | Chaumont VB 52 Haute-Marne pauzowało w tej kolejce | Chaumont VB 52 Haute-Marne pauzowało w tej kolejce | Chaumont VB 52 Haute-Marne pauzowało w tej kolejce | Chaumont VB 52 Haute-Marne pauzowało w tej kolejce |          |
| 7.              | 3:0                                                | Saint-Nazaire VBA                                  | Nie grał                                           | Nie grał                                           | Nie grał                                           | Nie grał                                           | Nie grał                                           | Nie grał                                           | Nie grał                                           | Nie grał                                           | Nie grał                                           | Nie grał                                           | Nie grał                                           | Nie grał                                           | Nie grał                                           | Nie grał                                           | Nie grał                                           | Nie grał                                           | Nie grał |
| 8.              | 3:1                                                | Plessis Robinson VB                                | 4                                                  | 9                                                  | 15                                                 | 2                                                  | 0                                                  | 15                                                 | 2                                                  | 33%                                                | 33%                                                | 21                                                 | 3                                                  | 1                                                  | 8                                                  | 38%                                                | 1                                                  |                                                    |          |
| 9.              | 3:0                                                | Narbonne Volley                                    | Nie grał                                           | Nie grał                                           | Nie grał                                           | Nie grał                                           | Nie grał                                           | Nie grał                                           | Nie grał                                           | Nie grał                                           | Nie grał                                           | Nie grał                                           | Nie grał                                           | Nie grał                                           | Nie grał                                           | Nie grał                                           | Nie grał                                           | Nie grał                                           | Nie grał |
| 10.             | 3:1                                                | Paris Volley                                       | 4                                                  | 19                                                 | 10                                                 | 3                                                  | 1                                                  | 31                                                 | 1                                                  | 45%                                                | 6%                                                 | 34                                                 | 3                                                  | 2                                                  | 16                                                 | 47%                                                | 2                                                  |                                                    |          |
| 11.             | 3:1                                                | Arago de Sète                                      | 4                                                  | 22                                                 | 16                                                 | 2                                                  | 0                                                  | 13                                                 | 1                                                  | 46%                                                | 31%                                                | 44                                                 | 2                                                  | 2                                                  | 22                                                 | 50%                                                | 0                                                  |                                                    |          |
| 12.             | 1:3                                                | Nice VB                                            | 4                                                  | 10                                                 | 14                                                 | 2                                                  | 1                                                  | 11                                                 | 0                                                  | 27%                                                | 9%                                                 | 20                                                 | 1                                                  | 2                                                  | 9                                                  | 45%                                                | 0                                                  |                                                    |          |
| 13.             | 3:1                                                | Spacer’s de Toulouse                               | 4                                                  | 15                                                 | 14                                                 | 2                                                  | 1                                                  | 19                                                 | 1                                                  | 58%                                                | 21%                                                | 23                                                 | 1                                                  | 2                                                  | 13                                                 | 57%                                                | 1                                                  |                                                    |          |
| 14.             | 3:0                                                | Alterna Stade Poitevin                             | 3                                                  | 7                                                  | 13                                                 | 2                                                  | 1                                                  | 16                                                 | 2                                                  | 44%                                                | 31%                                                | 12                                                 | 0                                                  | 0                                                  | 6                                                  | 50%                                                | 0                                                  |                                                    |          |
| Razem           | Razem                                              | 10                                                 | 35                                                 | 117                                                | 127                                                | 20                                                 | 5                                                  | 167                                                | 14                                                 | 48%                                                | 22%                                                | 226                                                | 15                                                 | 14                                                 | 108                                                | 44%                                                | 4                                                  | 1                                                  |          |

## Sukcesy klubowe
Puchar Finlandii:
- 2018[6], 2019[7], 2020[8]

Liga fińska:
- 2018[9], 2019[10]

Liga francuska:
- 2024[11]

## Udział siatkarza w międzynarodowych turniejach w reprezentacji Finlandii
Mistrzostwa Europy Kadetów:
- 8. miejsce 2017[12]

Mistrzostwa Europy Juniorów:
- 10. miejsce 2018[13]

Mistrzostwa Świata:
- 16. miejsce 2018[14]

Mistrzostwa Europy:
- 11. miejsce 2021[15]
- 14. miejsce 2019[16]
- 19. miejsce 2023[17]

Złota Liga Europejska:
- 6. miejsce 2023[18]
- 7. miejsce 2024[19]
- 12. miejsce 2019[20]